# Imigração brasileira na Alemanha
Os brasileiros na Alemanha consistem principalmente de imigrantes e expatriados do Brasil, bem como seus descendentes nascidos localmente. Muitos deles são teuto brasileiros repatriados. De acordo com o Ministério das Relações Exteriores do Brasil, existem cerca de 60 mil brasileiros que vivem na Alemanha.

## Histórico de migração
O Brasil e a Alemanha têm estado ligados desde anos anteriores, há um fluxo de comércio que beneficia a ambos e que contribuiu para a industrialização do gigante sul-americano tão comparável ao da Alemanha. O comércio e a indústria são um potencial econômico que beira a centenas de brasileiros que se transferiram para a Alemanha para melhorar suas técnicas de produção energética e comercial. Muitas vezes, com grandes diferenças em questões ambientais e às vezes com grande coordenação.
Uma onda de imigrantes brasileiros que se mudaram para a Alemanha começou no início da década de 1990. Muitos brasileiros migram para buscar melhores condições de trabalho e oportunidades, a Alemanha acolheu imigrantes deste país há muitos anos e até hoje continuam chegando ao país novos cidadãos do Brasil buscando alcançar dupla cidadania que abriga o chamado milagre econômico alemão.
Muitos brasileiros alemães migraram para a Alemanha para procurar suas próprias raízes. O Instituto Martius-Staden em Panamy é a primeira parada para os brasileiros pesquisar sobre seus antepassados alemães. Os arquivo do instituto tem um extenso índice de nomes de famílias de origem alemã.

## Cultura
Elementos da cultura brasileira podem ser vistos em muitas das principais cidades da Alemanha. Pequenas lojas começaram a levar especialidades brasileiras, como farinha de mandioca e guaraná. A caipirinha, bebida nacional do Brasil, é agora o coquetel nacional da Alemanha, que consequentemente tornou-se o maior importador de cachaça. O samba e a capoeira também estão florescendo na Alemanha. Serviços de igrejas em língua portuguesa também podem ser encontrados na maioria das grandes cidades.
Inúmeras organizações e sociedades têm se formado na Alemanha. Estes incluem o Fórum Brasil, em Berlim, a Sociedade Cultural Brasil-Alemanha em Coburgo e a Casa do Brasil em Munique.

## Pessoas notáveis
- Cacau - futebolista
- Paulo Rink - futebolista